# 乌拉泊村烽火台
乌拉柏村烽火台是位于中华人民共和国新疆维吾尔自治区乌鲁木齐市天山区红雁片区管委会乌拉泊村的烽火台遗址，为新疆维吾尔自治区文物保护单位。

## 简介
乌拉泊村烽火台位于中华人民共和国新疆维吾尔自治区乌鲁木齐市天山区红雁片区管委会乌拉泊村东120米处，在一村民住房院内。东临南北向的道路，路两侧分布有村民住房。乌拉泊村烽火台由沙砾、黄土夯筑而成，夯层大约9厘米到17厘米不等，常见为10到11厘米。烽火台残高5米。正方形底部，边长10米，顶部则为长方形，南北长6米有余，宽不足5米。在修补前，有缺口位于烽火台的东北和东南角，东侧立面为长方形，中间有裂缝。北侧被村民搭草，南侧有雨蚀的痕迹。基部有多处被挖痕迹。顶部有中华人民共和国国家测绘局立的国家大地地理标示。2018年以后，经中华人民共和国国家文物局批准后，包括乌拉泊村烽火台在内的的乌鲁木齐境内五座烽燧遗址修复工程得以进行。针对乌拉泊村烽火台基部被挖掘的凹腔，工程实施单位采用夯补加固解决其面临的不稳定的风险，并采取裂缝填塞注浆工艺进行裂隙的修补。2018年2月，乌拉泊村烽火台被列为第八批新疆维吾尔自治区文物保护单位。
现在乌鲁木齐市境内的乌拉泊村烽火台、新疆化肥厂烽火台、永丰乡烽火台位于新疆北线烽燧通信路线之上，这条通信线始建于唐代，盛行于清代。是清政府通往西域的主要线路。这条线路从敦煌出玉门关到现在的哈密市，沿天山山脉北麓经过现在的巴里坤哈萨克自治县、吉木萨尔县、乌鲁木齐市、玛纳斯县、乌苏市、精河县后抵达伊犁哈萨克自治州。这条通信线路之上存在有数十处烽燧遗址。关于乌拉泊村烽火台等烽燧的兴建年代认定不一，其一认为乌拉泊村烽火台是唐代烽燧遗址。唐王朝为了巩固对西域的统治，为使安西都护府和北庭都护府及其下属州县的联系得到加强，修建了大量军镇、守捉、戍堡、烽火台等军事通信设施。新疆盐湖有一座唐代烽火台，从此向西，柴窝堡、化肥厂、乌拉泊村的烽火台形成了东西方展开的一条线，也就是唐代从西州进入白杨沟峡谷后修建的军事防御体系，这条烽火报警线的中心点则是乌拉泊古城 。然而第三次全国文物普查中，乌拉泊村烽火台被认为建于清代。2015年，新疆维吾尔自治区文物局编纂了关于新疆境内不可移动文物的系列书籍《不可移动的文物》，其中延续了第三次全国文物普查的说法，即乌拉泊村烽火台于清代修建。清政府为了方便通信，除了加固维护历代烽火台外，在伊犁将军府、乌鲁木齐都统府及京师之间修建了军台、营塘等通信设施。新疆省建立后，营塘等设施被改建为了驿站。从2007年到2009年，新疆维吾尔自治区文物局曾对新疆境内长城资源进行调查，并在2014年编纂出版了《新疆维吾尔自治区长城资源调查报告》一书，其中对乌拉泊村烽火台修建时间的推测根据地理位置推测为唐至清代。